# Леон Валрас
Марѝ Еспрѝ Лео̀н Валра̀с (на френски: Marie Esprit Léon Walras, ma.ʁi ɛs.pʁi le.ɔ̃ valʁas) е френски икономист, работил дълго време в Швейцария.
Роден е на 16 декември 1834 година в Еврьо в семейството на просветния деец и икономист Огюст Валрас. След като се отказва от следването си в Парижкото национално висше минно училище, пише един роман, работи като банков чиновник и започва да публикува статии с икономическа тематика. С радикалните си идеи за национализация на земята и превръщането ѝ в източник за финансиране на държавата привлича вниманието на левицата, управляваща в швейцарския кантон Во и през 1870 година е назначен за извънреден професор в Лозанския университет, където поставя началото на Лозанската школа. Един от основоположниците на математическата икономика, той формулира независимо от Уилям Стенли Джевънс и Карл Менгер теорията за пределната полезност и прави първия опит за създаване на теория за общото икономическо равновесие.
Леон Валрас умира на 5 януари 1910 година в Кларан.